# Seligmann Ladenburg
Seligmann Ladenburg (geboren am 9. Dezember 1797 in Mannheim; gestorben am 25. November 1873 ebenda) war Inhaber des Bankhauses „W. H. Ladenburg & Söhne“ und bedeutender Bankier in Mannheim.

## Familie
Er entstammte der Familie Ladenburg, einer bekannten jüdischen Familie Mannheims, und war der Sohn des Bankiers Wolf Ladenburg (1766–1851), des Gründers des Bankhauses Ladenburg, und der Wilhelmine Lorch (1770–1845) aus Mainz.
Seligmann Ladenburg heiratete am 15. Oktober 1823 Julie Goldschmidt (geboren am 10. Mai 1800 in Kassel; gestorben am 4. September 1859 in Mannheim) aus Kassel, Tochter des Samson Ruben Goldschmidt (gestorben im April 1841) und der Henriette Feidel.
Sein Nachfolger als Inhaber des Bankhauses war sein Sohn Carl Ladenburg (1827–1909), Ehrenbürger der Stadt Mannheim.
Seligmann Ladenburg war der ältere Bruder des Juristen und Nationalökonomen Leopold Ladenburg (1809–1889).

## Leben

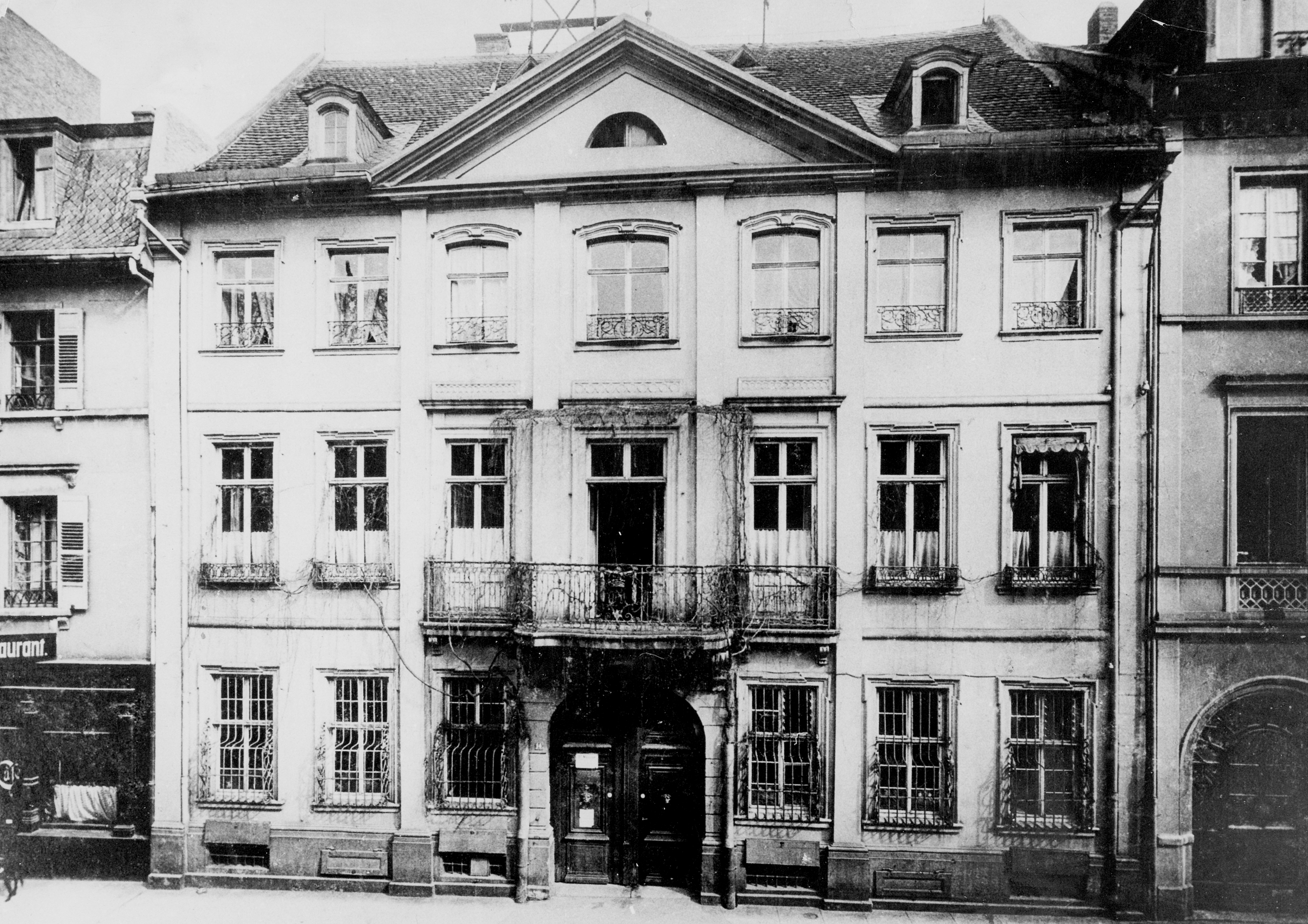
Das Bankhaus „W. H. Ladenburg & Söhne“ um 1907

Nach dem Besuch des Mannheimer Lyzeums – er war auch ein Schüler Adolph Diesterwegs – trat Ladenburg früh in das väterliche Bankhaus ein. In seinem Hochzeitsjahr 1823 wurde er Teilhaber der Bank. Aufgrund seines guten Beurteilungsvermögens, seiner Entschlusskraft und geschäftlichen Solidität gewann er in Finanzkreisen schnell allgemeine Beachtung, weshalb er nach dem Tod des Vaters 1851 und der beiden älteren Brüder der Kopf des Bankhauses wurde.
Er war engagierter Befürworter des Eintritts Badens in den Zollverein, der die Handelsfreiheit innerhalb der deutschen Einzelstaaten bringen sollte, und missbilligte entschieden die Opposition der damaligen Führer der liberalen Partei.
In den 1840er Jahren („Märzrevolution“ von 1848) blieb er neutral, war allerdings in Denken und Handeln konservativ.
An einer Position im öffentlichen Leben zeigte er kein Interesse, gehörte lediglich 1839–1863 der Handelskammer an. Eine Wiederwahl lehnte er 1863 ab.
Bei Ausbruch des Preußisch-Österreichischen Krieges 1866 sagte er den Sieg Preußens voraus. Sein Vorschlag an den Finanzminister Badens zur Beschaffung der Finanzmittel zur Kriegsteilnahme bildete auch die Grundlage zur Beschaffung dieser Gelder. Seitdem war sein Rat bei allen wichtigen Finanzoperationen gefragt und er gehörte zu den Gründern fast aller großer Firmen (z. B. Badische Schiffahrtsassekuranz-Gesellschaft, Badische Gesellschaft für Zuckerfabrikation Waghäusel (heute: Südzucker AG), Mannheimer Dampfschleppschiffahrts-Gesellschaft, Rheinische Gasgesellschaft, Mannheimer Börsenverein). Er war – gemeinsam mit fünf anderen Mitgliedern der Ladenburg-Familie, darunter auch sein Bruder Dr. Leopold Ladenburg; und mit Friedrich Engelhorn von der Familie Engelhorn – Mitgründer und Präsident der „Badischen Anilin- und Soda-Fabrik“ BASF in Ludwigshafen, deren Gründungsversammlung am 25. März 1865 in seinem Privathaus stattfand, und Mitgründer und Direktionsmitglied der Pfälzischen Ludwigsbahn.   Ladenburg war zu einem der einflussreichsten Persönlichkeiten der Mannheimer Wirtschaft geworden.
Zu seinem 70. Geburtstag 1867 gründete er die „Seligmann, Julie und Leopold Ladenburg Stiftung“ mit einem Kapital von 30.000 Gulden. Der Zweck der Stiftung war, bedürftigen Einwohnern Mannheims, die unverschuldet in Not geraten waren, durch einen Stiftungspreis zu helfen.
Seligmann Ladenburg wurde auf dem Jüdischen Friedhof (Mannheim) beerdigt.